# 帕恩达纳
帕恩达纳（Pandhana），是印度中央邦East Nimar县的一个城镇。总人口10999（2001年）。

## 人口
该地2001年总人口10999人，其中男性5808人，女性5191人；0—6岁人口1790人，其中男925人，女865人；识字率63.54%，其中男性为73.09%，女性为52.86%。